# Шулян Хэ
Шулян Хэ (кит. трад. 叔梁紇, упр. 叔梁纥, пиньинь Shūliáng Hé, палл. Шулян Хэ; собственные имена 孔紇 Кун Хэ и 孔叔梁 Кун Шулян; ок. 627 до н. э., — 554 до н. э.), луский аристократ эпохи Чуньцю, отец Конфуция.

## Родословная
Отец великого философа происходил из знатного, но обедневшего и утратившего былое влияние рода. В отличие от многих других знатных семей Китая, которые утратили знания о своей генеалогии, родословная Конфуция тщательно изучалась китайскими книжниками. Благодаря этому мы имеем значительное количество сведений о предках Шулян Хэ. Самыми заметными фигурами среди них были Вэй-цзы, Фу Фухэ, Чжэн Каофу и Кун Фуцзя.

### Вэй-цзы
По сообщению Сыма Цяня Вэй-цзы был одним из сыновей императора И и сводным братом императора Чжоу-синя. Предвидя скорое падение царства, Вэй-цзы удалился от императорского двора. После того, как У-ван победил Чжоу-синя, Вэй-цзы явился к нему и был принят на службу. Сын У-вана Чэн-ван после подавления мятежа У-гэна, сына Чжоу-синя, пожаловал предку великого философа удел Сун (позднее превратившийся в царство Сун) и титул чжухоу. Сыма Цянь сообщает, что Вэй-цзы был поставлен вместо У-гэна и ему было вменено в обязанность приносить жертвы богам и духам ушедшей династии — взявшие власть опасались мести обиженных потусторонних существ. Это говорит о высоком уровне доверия и больших заслугах перед императором Чэн-ваном.

### Фу Фухэ
Фу Фухэ был предком Конфуция в десятом поколении и, соответственно, предком Шулян Хэ в девятом. В то время род ещё не родившегося великого философа продолжал править царством Сун. Фу Фухэ был старшим сыном сунского царя Минь-гуна. Последний завещал престол собственному брату Ди Сюну, однако последний был вскоре убит своим племянником — Фу Цзи, младшим сыном умершего царя и младшим братом самого Фу Фухэ. По действовавшим в те времена нормам новым претендентом на царский престол перешло к Фу Фухэ. Однако он уступил своё право младшему брату, который и стал новым царем. Сам Фу Фухэ получил высокий титул дай фу и почетное прозвище «человек, чья слава подобна туго натянутой тетиве боевого лука». Таким образом род Конфуция утратил право на царский престол, однако продолжал занимать в царстве Сун высокое положение. Его представители занимали важные должности в гражданской и военной администрации. Многие из них прославились своими достижениями.

### Чжэн Каофу
Среди тех, кто снискал всяческое уважение был правнук Фу Фухэ, предок Конфуция в седьмом поколении — Чжэн Каофу. «Он, пишет Куан Ямин,— отличался чрезмерной скромностью и большим знанием древней литературы. В течение ряда лет он служил попеременно трем сунским правителям: Дай-гуну (799—766 гг. до н. э.), У-Гуну (765—748 гг. до н. э.) и Сюань-гуну (747—729 гг. до и. э.». Иными словами, его служебный стаж составлял не менее полустолетия. Чтобы услужить трем весьма разным по характеру правителям, необходимо было обладать недюжинными чиновничьими способностями. Чжэн Каофу хорошо разбирался в древних письменных памятниках. Имеются сведения, что он принимал участие в составлении Ши-цзин (Книги песен).
Чжэн Каофу учил своих потомков не предаваться гордыне, даже если судьба занесла тебя высоко по служебной лестнице. Более того, чем выше ты поднимаешься, тем более почтителен ты должен быть по отношению к правителю, ибо это укрепит твои позиции. Будь скромен и вежлив, не позволяй себе возгордиться — это обезопасит в какой-то степени от зависти и клеветы со стороны остальной чиновной братии. Ограничивай свои жизненные потребности, сведя их к минимуму. Эти мысли, по-видимому, повлияли затем на максимы философии Конфуция.

### Кун Фуцзя
Кун Фуцзя, предок Конфуция в шестом колене, был сыном Чжэн Каофу и занимал высшие должности при сунском правителе Шан-гуне, которого сам же и возвел на царство в 720 г. до н. э. В результате сложной интриги, затеянной другим придворным сунского двора Хуа Да (который воспылал страстью к жене Кун Фуцзя), заговорщикам удалось настроить царя против него. В результате был убит сначала Кун Фуцзя, а вскоре после этого был свергнут и правитель Шан-гун. Хуа Да, как оказалось, был тайным сторонником сбежавшего претендента на престол Сун Фэн-гуна. После смерти предыдущего царя он стал царем. Хуа Да занял должность первого советника и начал преследовать семью Кун. Сыну Кун Фуцзя по имени Му Цзинфу пришлось бежать из Сун на восток, в соседнее царство Лу.
Роду Кун пришлось обосноваться на новом месте. Прежнего богатства и политического влияния больше не было. Семья занимала должность управителей небольшой административной единицы (и) Цзоу на территории уезда Чанпин.

## Биография
Шулян Хэ был праправнуком Му Цзинфу. Также как его отец, дед и прадед, он управлял владением Цзоу. Отличаясь немалой силой и храбростью, Шулян Хэ совершил множество подвигов во время войн, которые вело царство Лу с соседями. Так во время штурма столицы княжества Бицзи он в одиночку удерживал ворота города, чтобы позволить отойти своим товарищам, попавшим в засаду.
Несмотря на заслуженную славу (отца Конфуция называли «прославившийся смелостью и силой среди чжухоу») наград и должностей Шулян Хэ не получил. Причиной этого послужила, скорее всего, последняя его женитьба.
Вернувшись в Цзоу после сражений, Шулян Хэ пребывал в горести. Его жена, происходившая из старинного рода Ши, рожала только девочек, общим количеством девять. Однако мальчика, продолжателя старинного рода Кунов и, самое главное, имеющего возможность совершать ритуалы в честь духов предков, в семье так и не появилось.
Тогда Шулян Хэ взял наложницу, которая родила ему долгожданного сына, получившего имя Бо Ни. Примечательно, что термин «бо» обычно используется для обозначения старшего брата, то есть Шулян Хэ давая сыну такое имя выражал надежду, что будут и другие сыновья. Но мальчик родился хромым и больше детей от этой наложницы у Шу не было.
Вернувшись из очередного похода он посватался к знатной семье Янь из г. Цюйфу. Две старшие дочери отвергли сватовство, согласилась младшая.
Такой брак был не совсем правильным по китайским обычаям. Тот же Сыма Цянь, рассказывая об этом, говорит так: «Уже в немолодых летах Хэ в нарушение обычая женился на девушке из рода Янь». В китайском оригинале использовано выражение «е хэ», что можно трактовать как «варварский союз», «сожительство», «внебрачная связь». Скорее всего, неправильность брака проистекала из юного возраста девушки и того, что она вышла замуж вперед старших сестер.
Новый брак оказался более удачным для Шулян Хэ — вскоре у него родился сын, названный Цю, по прозвищу Чжун-ни, известный всему миру как Конфуций. Однако возраст брал своё и когда ребёнку исполнилось один год и четыре месяца, Шлян Хэ скончался.

## Сноски и примечания
1. ↑  司馬遷 史記 (классич. кит.) — 0090. — (廿四史)
2. ↑  《春秋左传正义·襄公十年》；孔子之父名纥，字叔梁。古人名字并言者，皆先字而后名。故《史记·孔子世家》称为"叔梁纥"也。
3. ↑  Сыма Цянь, 1972—2010, Глава 38.
4. ↑  Переломов Л.С. Конфуций, 1993, с. 40—41.
5. 1 2  Переломов Л.С. Конфуций, 1993, с. 41.
6. ↑  Переломов Л.С. Конфуций, 1993, с. 42—43.
7. ↑  Сыма Цянь, 1972—2010, Глава 47.
8. ↑  Переломов Л.С. Конфуций, 1993, с. 44—48.